# Commandant
Cet article concerne le titre ou l'appellation. Pour autres acceptions du terme, voir Commandant (homonymie).
Le commandant est le titre donné à la personne, civile ou militaire, qui commande un navire (le capitaine de navire) ou un bâtiment, de guerre ou bien commande un aéronef (le commandant de bord).
C'est aussi l'appellation d'un officier supérieur ou général qui exerce le commandement d'une unité, d'une force ou d'une opération, quel que soit son grade précis dans la hiérarchie.
Il s'agit aussi d’un grade militaire parfaitement identifié — celui de commandant — dans la hiérarchie militaire française et de certains pays francophones.

## Canada
Dans l'Armée canadienne des Forces canadiennes, le titre de commandant est porté par l'officier qui commande une unité, c'est-à-dire un régiment ou bataillon. Son équivalent en anglais est Commanding Officer et est abrégé en CO. L'officier qui commande une sous-unité comme une compagnie ou un escadron porte le titre d'officier commandant abrégé en OC de l'anglais Officer Commanding.

## France
Dans l'Armée française, il est d'usage de dire « Commandant » lorsqu'on s'adresse à une femme ayant le grade de commandant, tandis que l'on dit « mon Commandant » pour un homme du même grade. Cette règle s'applique à tous les grades d'officiers, ainsi qu'à ceux de sous-officiers pour lesquels s'emploie le terme "mon".
Dans l'ancienne organisation militaire le commandant d'armes était l'officier général ou supérieur le plus ancien dans le grade le plus élevé dans une place, il dirigeait le service de place.
Dans la Marine nationale française, l'appellation « Commandant » s'adresse indifféremment à tous les officiers supérieurs, qu'ils aient le grade de capitaine de corvette, capitaine de frégate ou capitaine de vaisseau. Cette appellation est également celle de tout titulaire de la fonction de commandant d'unité, quel que soit son grade, même s'il est officier-marinier.

capitaine de corvette. Appellation : « Commandant »
capitaine de frégate. Appellation : « Commandant »
capitaine de vaisseau . Appellation : « Commandant »